# Kurt-Schumacher-Straße 2/Heussallee 40

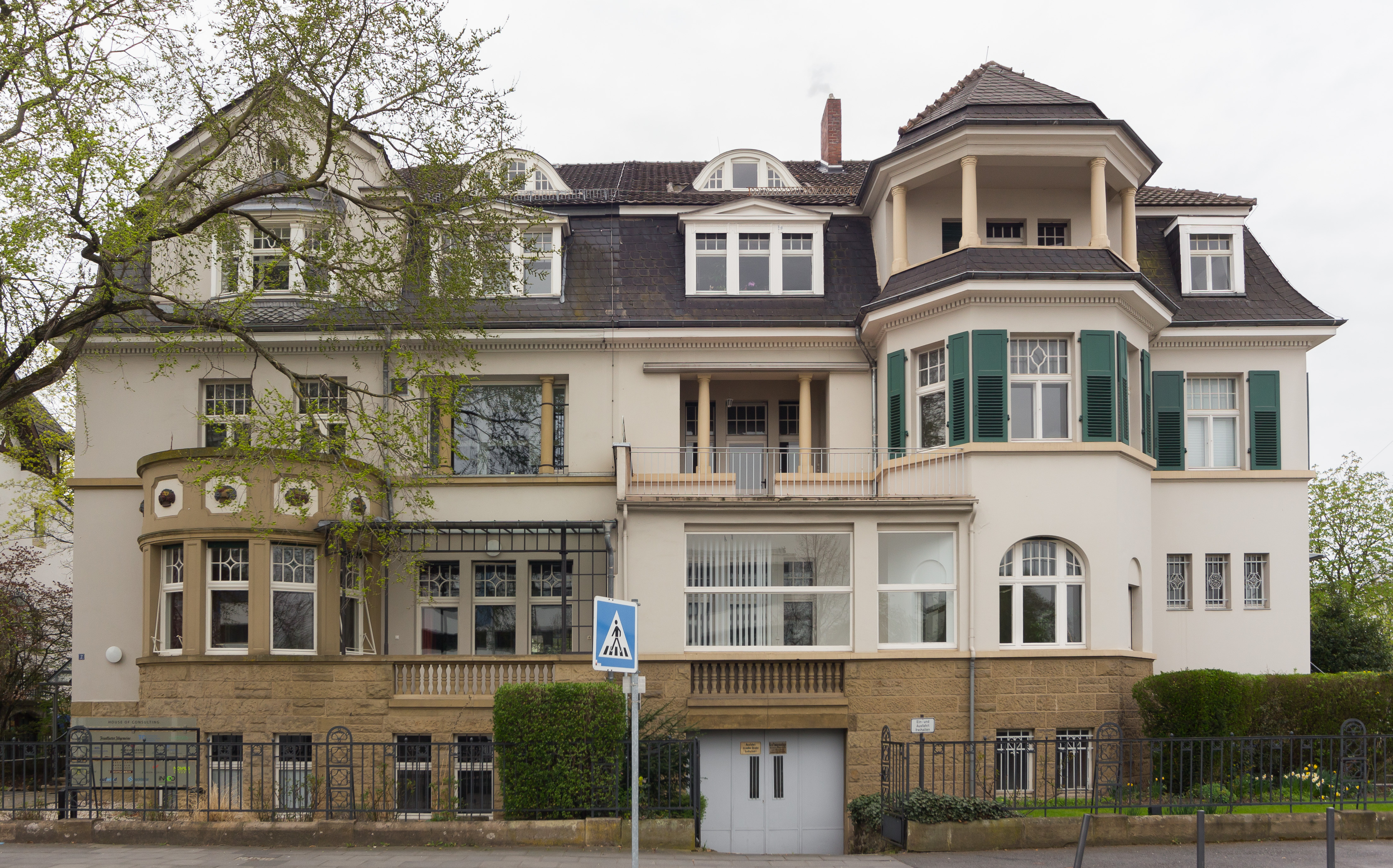
Ansicht von der Kurt-Schumacher-Straße (2013)

Das Gebäude Kurt-Schumacher-Straße 2/Heussallee 40 ist eine Doppelvilla im Bonner Ortsteil Gronau, die 1911/12 errichtet wurde. Sie liegt im Zentrum des Bundesviertels. Beide Halbvillen stehen als Baudenkmal unter Denkmalschutz.

## Geschichte
Die Villa entstand nach einem Entwurf des Bonner Architekten und Regierungsbaumeisters Julius Rolffs, als dessen viertes Projekt an der damaligen Drachenfelsstraße (heute Kurt-Schumacher-Straße) in der „Villenkolonie Gronau“ am südlichen Bonner Stadtrand. Während für die nördliche, an der damaligen Siebengebirgsstraße (heute Heussallee) gelegene Halbvilla Clara Freudenberg und Franziska Blume (Frau eines Bergwerksdirektors) als Bauherren auftraten, gab Rolffs die südliche, zur Drachenfelsstraße gelegene Halbvilla selbst für eine Weitervermietung in Auftrag. Auf die jeweiligen Bauanträge vom 5. und 19. Mai 1911 hin wurde am 12. Juni für beide Halbvillen die Baugenehmigung erteilt, fertiggestellt waren sie im Juni (Freudenberg/Blume) und August 1912 (Rolffs). Die Doppelvilla war die letzte freistehende der am Bonner Rheinufer bis zum Ersten Weltkrieg errichteten Villen.
Nach Kriegsende wurde im Dachgeschoss der nördlichen Halbvilla (Blume) eine selbständige Wohnung eingerichtet. Der vollständige Umbau beider Doppelhaushälften in Mehrfamilienhäuser mit jeweils drei abgeschlossenen Etagen erfolgte, erneut nach Plänen von Julius Rolffs, 1933/34 (Kurt-Schumacher-Straße 2) und 1935 (Heussallee 40). Die vormalige Halbvilla Rolffs war zu diesem Zeitpunkt nach einem zweijährigen Leerstand in den Besitz einer Gewerkschaft Nunkirchen in Dresden übergegangen.
Nachdem Bonn 1949 Regierungssitz der Bundesrepublik Deutschland wurde, befand sich die Villa inmitten des neuen Parlaments- und Regierungsviertels, unmittelbar südlich des Bundeshauses. Das Erdgeschoss der Halbvilla Heussallee 40 wurde spätestens im Dezember 1951 vom Bund übernommen, der dieses nun von der Bundesbaudirektion in zwei Wohnungen aufzuteilen beabsichtigte. Die Halbvilla Kurt-Schumacher-Straße 2, deren Dachgeschoss ab 1951 erneut eine eigene Wohnung bildete, diente später als Sitz eines Pressebüros. Im April 1969 richtete in der Heussallee 40 die Mittelstands- und Wirtschaftsvereinigung der CDU/CSU ihre erste Bundesgeschäftsstelle ein und blieb dort bis zur Verlegung des Regierungssitzes nach Berlin (1999) ansässig. Das Dachgeschoss dieser Haushälfte wurde mindestens bis 1972 durch den Deutschen Bundestag zu Bürozwecken genutzt.
Heute dient die Halbvilla Kurt-Schumacher-Straße 2 unter dem Namen House of Consulting als Sitz verschiedener Organisationen, darunter seit 2010 dem Landesverband Nordrhein-Westfalen der Deutschen Gesellschaft für die Vereinten Nationen. Die Halbvilla Heussallee 40 ist nach wie vor Standort von Einrichtungen, die sich mit dem Mittelstand befassen, unter anderem des Bundesverbands mittelständische Wirtschaft.

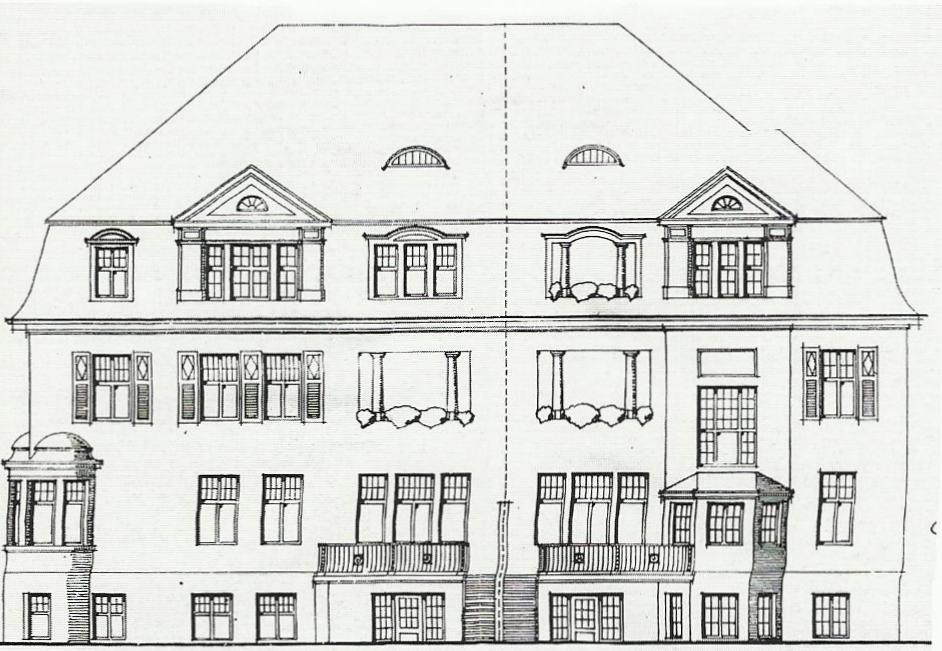
Aufriss der Rückfront
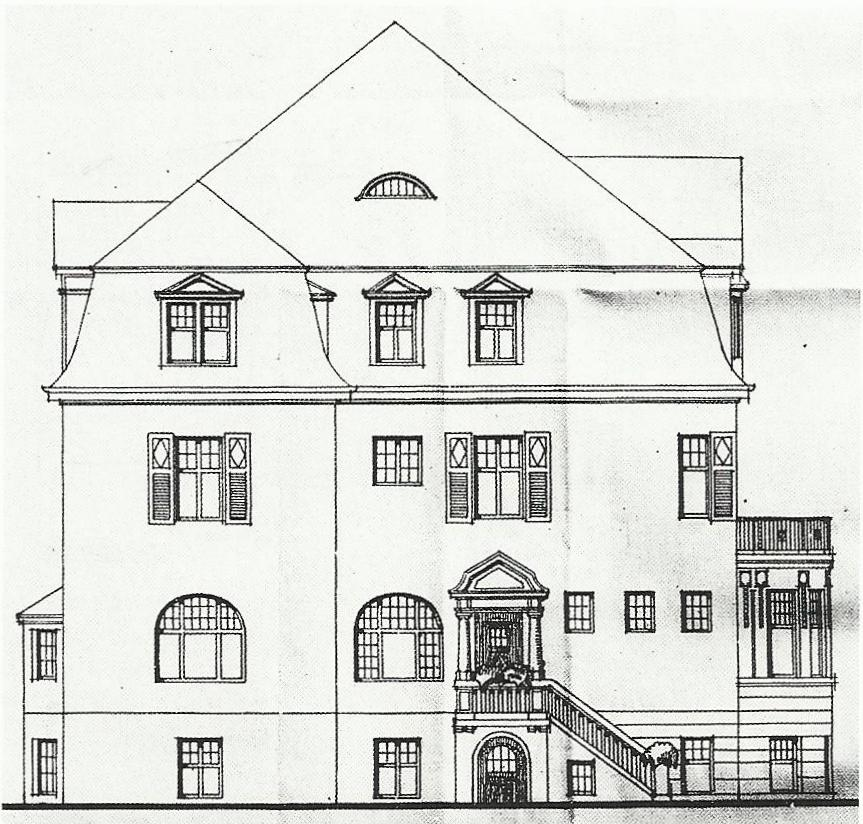
Kurt-Schumacher-Straße 2, Aufriss der Seitenfront
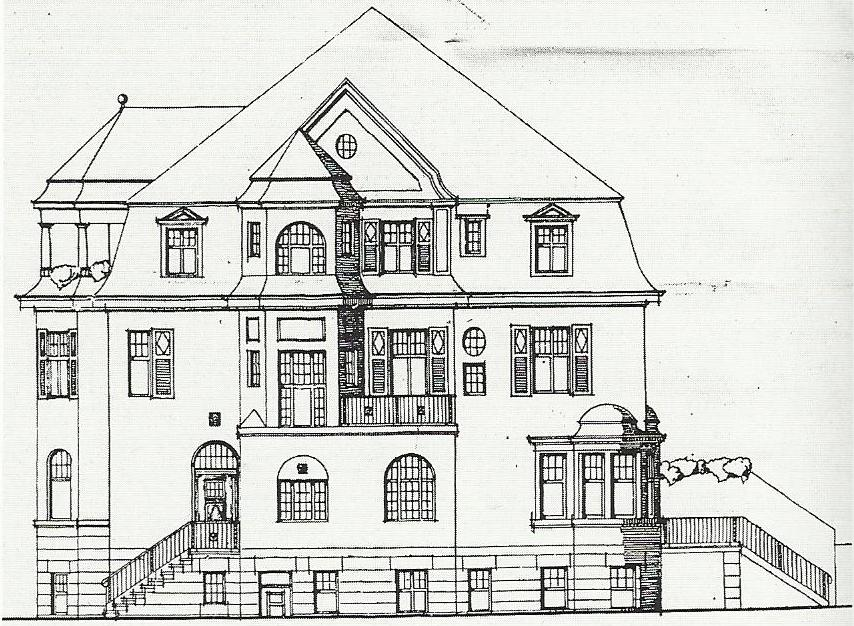
Heussallee 40, Aufriss zur Heussallee

## Architektur

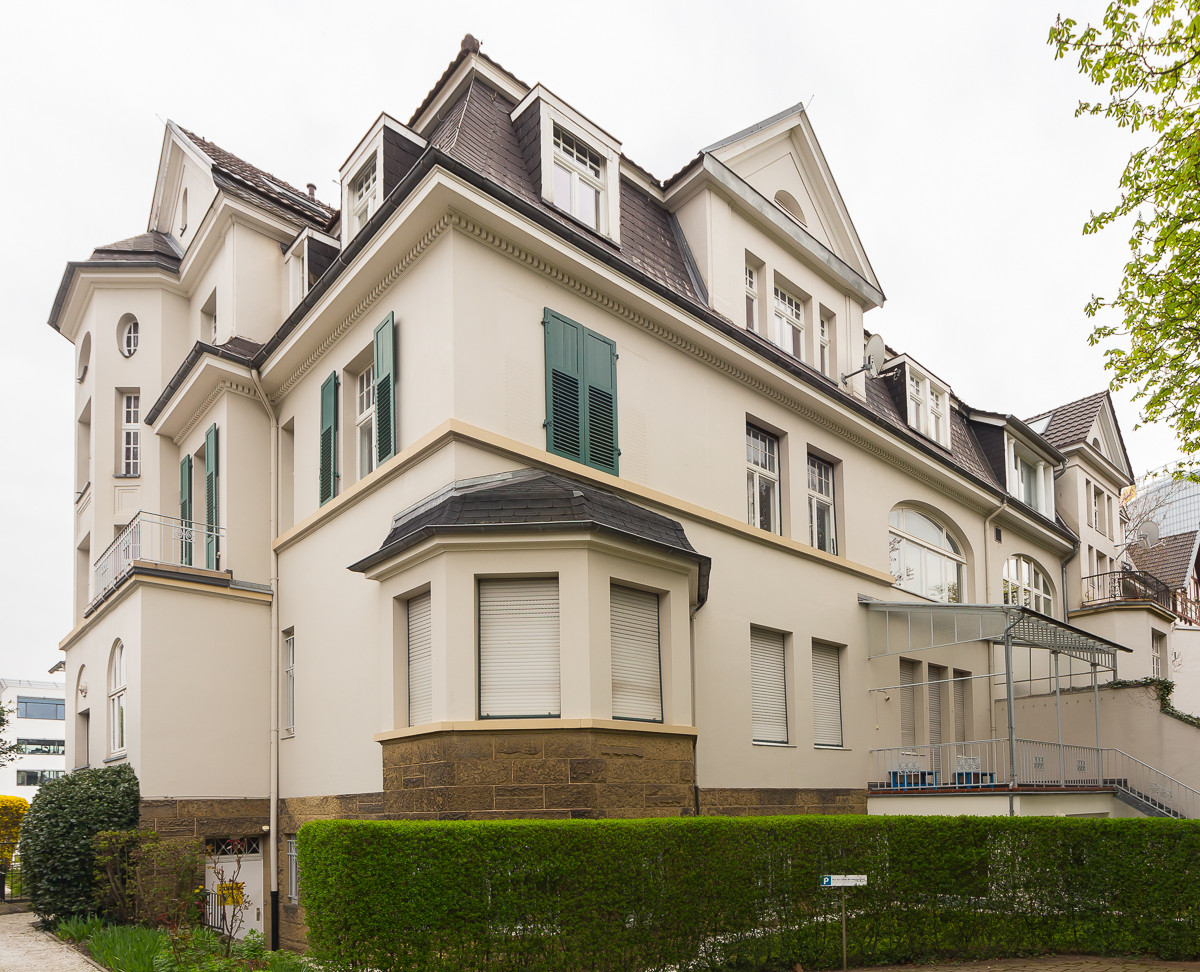
Rückfront der Doppelvilla

Die Villa ist zweigeschossig über einem zwei Meter hohen, leicht abgeböschten Sockelgeschoss (Souterrain) errichtet und besitzt ein Schieferdach. Ihr Mauerwerk besteht aus Ringofensteinen (Untergeschoss) bzw. Keuper Sandstein (Erdgeschoss) und der Dachstuhl aus Tannenholz. Die Fassade zeigt einen Terranova-Verputz. Als Kunstschmiedearbeiten ausgeführt wurden die Fenstergitter im Untergeschoss sowie als Einfriedung des Grundstücks schmiedeeiserne Gitter auf einem Sandsteinsockel. Die Straßenfront (Kurt-Schumacher-Straße) wird durch einen zweigeschossigen, zwei Meter tiefen Risaliten unterhalb einer Loggia im Dachgeschoss und einen halbrunden Vorbau geprägt. Die Rückfront verfügt an der Südwestecke über einen polygonalen Erker. Der Formensprache des Jugendstils lassen sich unter anderem prismatische Erkerfenster zurechnen. Die ursprüngliche Grundfläche einer der Halbvillen betrug 247 m² bei einer Freifläche von 424 m².